# 吉岡實
吉岡 實（よしおか みのる、1938年 - 2023年9月26日）は、日本の実業家、馬主。
広島県福山市に本社を置く、海運業のマルヨシ物産株式会社の代表取締役会長を務めていた。

## 経歴
1938年、徳島県出身。高校の修学旅行で旅客船に乗ったことをきっかけに船に憧れを持ち、卒業後に機帆船の炊事係（カシキ）として船舶に携わるようになる。その後は広海汽船入社を経て1971年に内航貸渡業を開始、翌年8月に内航貸渡のほか食品加工も手掛けるマルヨシ物産を創業する。2010年には黄綬褒章を受章した。
2023年9月26日、腎不全のため死去。85歳没。
自民党の衆議院議員である加藤六月や佐藤守良と親交があったほか、プロ野球の地方興行にも携わったことがある。

## 馬主活動

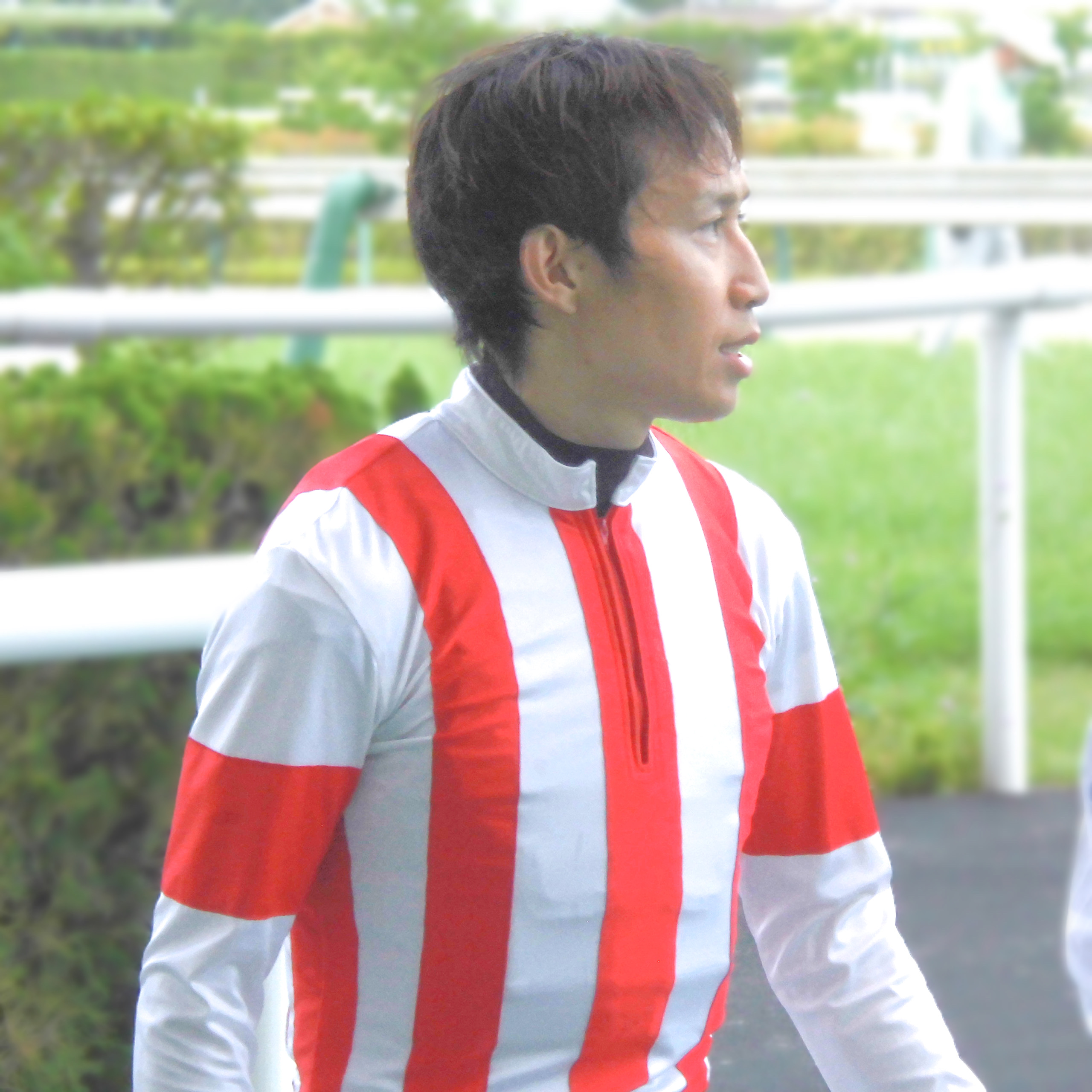
吉岡の勝負服を着用した田辺裕信

日本中央競馬会（JRA）および地方競馬全国協会に登録する馬主としても知られた。勝負服の柄は白、赤縦縞、袖赤一本輪、冠名には自身の名前より「ミノル」を用いる。
2023年に死去したのち、所有馬は妻の輝美が引き継ぐこととなっている。

### 来歴
- 2005年 - 馬主資格取得[2]。なお、初所有馬は地方から中央移籍時に下河辺牧場より名義変更されたフェイクフェイスで、JRA所属馬としての初戦が朝日杯フューチュリティステークスであった。そのため、馬主としての初出走がGI競走であるという珍しい事態になる予定だったが、同馬は感冒のため当日午後に出走を取り消した[6][7]。
- 2014年 - アクティブミノルが函館2歳ステークスを制し、重賞初制覇。
- 2017年 - 桜花賞をレーヌミノルが制し、GI競走およびクラシック競走初制覇[8][5]。

## 主な所有馬

### GI競走優勝馬
- レーヌミノル（2016年小倉2歳ステークス、阪神ジュベナイルフィリーズ3着、2017年桜花賞）

### 重賞競走優勝馬
- アクティブミノル（2014年函館2歳ステークス、2015年セントウルステークス）
- エテルナミノル（2018年愛知杯）

### その他の所有馬
- フェイクフェイス[注 1][9]
- スピリッツミノル（2015年すみれステークス、2019年大阪城ステークス）
- カイザーミノル（2021年朱鷺ステークス、他重賞3着3回）
- ディアマンミノル（2022年大阪-ハンブルクカップ）

## 受章
- 黄綬褒章（2010年）[3]